# Tortelloni

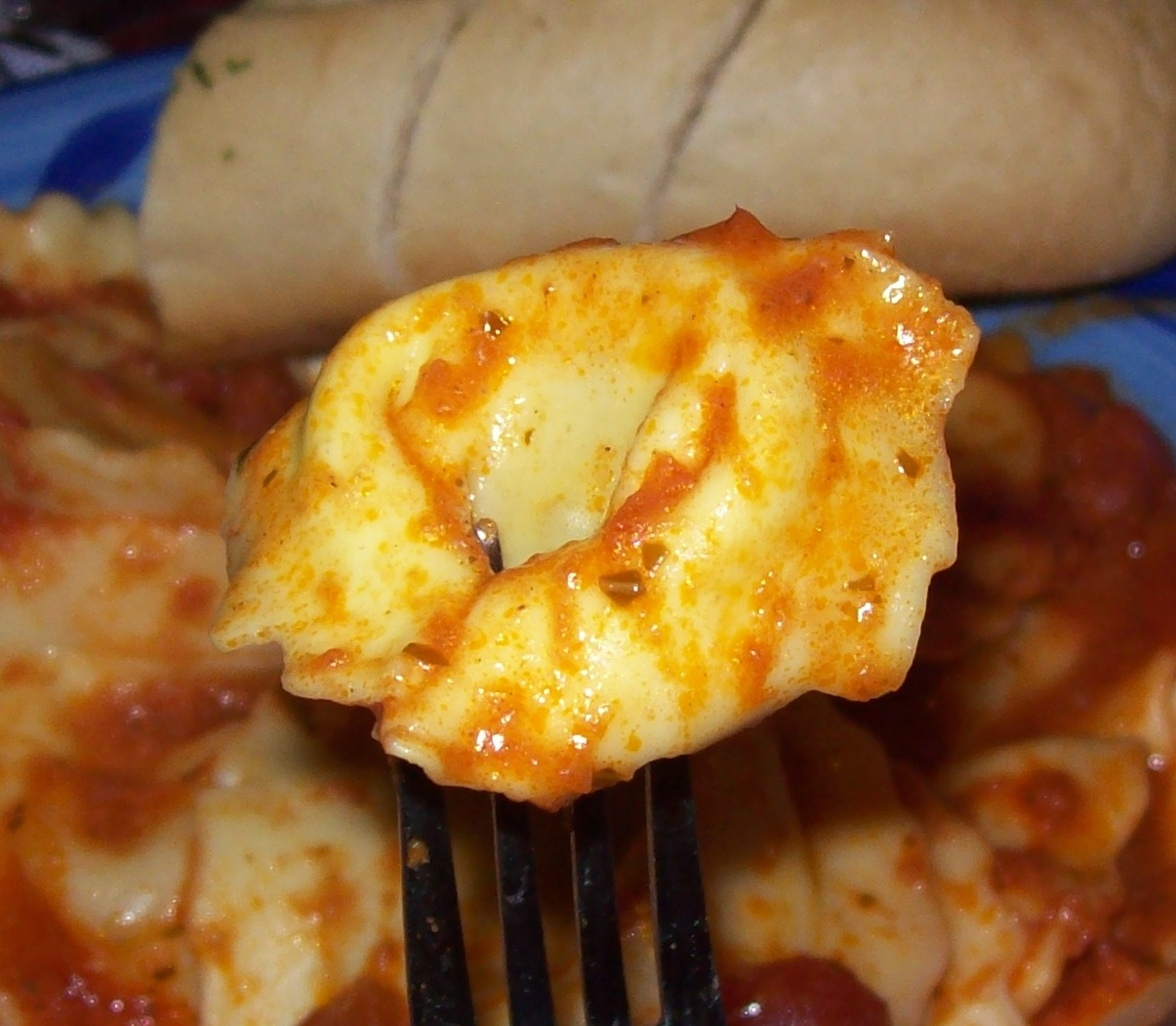
Tortelloni

Tortelloni sunt o versiune a tortellinilor puțin mai mare și sunt de obicei umpluți cu brânză Ricotta, spanac și alte zarzavaturi proaspete. 
Există și alte variante “exotice” în care zarzavaturile sunt înlocuite cu ingrediente cum ar fi: ciuperci, nuci sau pulpă de dovleac.
Tortelloni se servesc de obicei cu ragu(sos cu carne) sau cu frunze de salvie gătite în unt.
Tortelloni se găsesc congelați sau pasteurizați peste tot în lume în special în zonele în care comunitățile italiene sunt bine inrădăcinate. Tortelloni sunt acum fabricați cu ajutorul liniilor industriale furnizate peste tot în lume de intreprinderi italiene cum ar fi: Arienti & Cattaneo, Ima, Ostoni, Zamboni, etc.; tortelloni ambalați “proaspeți” au de obicei ca termen de garanție 7 săptămâni.